# Carlos Banteaux Suárez
Carlos Banteaux Suárez, född 13 oktober 1986 i Santiago de Cuba, Kuba, är en kubansk boxare som tog OS-silver i welterviktsboxning 2008 i Peking. 

## Meriter

### Olympiska meriter

#### Olympiska sommarspelen 2008
- Huvudartikel: Boxning vid olympiska sommarspelen 2008

| Tävlande       | Viktklass  | Sextondelsfinal      | Åttondelsfinal        | Kvartsfinal          | Semifinal            | Final                        |
| Tävlande       | Viktklass  | Motståndare Resultat | Motståndare Resultat  | Motståndare Resultat | Motståndare Resultat | Motståndare Resultat         |
| -------------- | ---------- | -------------------- | --------------------- | -------------------- | -------------------- | ---------------------------- |
| Carlos Banteux | Weltervikt |                      | Saunders (GBR) W 13-6 | Abdin (EGY) W 10-2   | Silamu (CHN) W 17-4  | Särsekbajev (KAZ) · L 9-18 · |